# 绍恩斯海姆
绍恩斯海姆是德国莱茵兰-普法尔茨州的一个市镇。总面积8.91平方公里，总人口1548人，其中男性758人，女性790人（2011年12月31日），人口密度174人/平方公里。